# Kortesjärvi (sumpmark)
Kortesjärvi är en sumpmark i Finland. Den ligger i Lappajärvi i landskapet Södra Österbotten, i den centrala delen av landet, 400 km norr om huvudstaden Helsingfors.